# Haga, Östersunds kommun
Haga är en by i Lockne distrikt (Lockne socken) i Östersunds kommun, Jämtlands län (Jämtland). Byn ligger öster om Locknesjön, vid länsväg 568 mellan byarna Äspnäs i norr och Valne i söder, cirka elva kilometer söderut från Brunflo.